# Cylindromyia munita
Cylindromyia munita là một loài ruồi trong họ Tachinidae.